# Ctenolucius
Ctenolucius is een geslacht van straalvinnige vissen uit de familie van de snoekzalmen (Ctenoluciidae).

## Soorten
- Ctenolucius beani (Fowler, 1907)
- Ctenolucius hujeta (Valenciennes, 1850) (gar characin)